# Нижняя Ятва
Нижняя Ятва (Сланцы) (баш. Түбәнге Биҡҡужа) — село в Белорецком районе Башкортостана России, относится к Сосновскому сельсовету.

## Географическое положение
В черте села в реку Ятву впадает её приток Казённый Ключ.
Расстояние до:
- районного центра (Белорецк): 31 км,
- центра сельсовета (Сосновка): 6 км,
- ближайшей ж.-д. станции (Белорецк): 13 км.

## Население
| 2002 | 2009 | 2010 |
| ---- | ---- | ---- |
| 133  | ↘95  | ↘64  |

Согласно переписи 2002 года, преобладающая национальность — русские (74 %).